# Butilalkoholi
Butilalkoholi (tudi 1-butanol; n-butanol; kemijska forumal: CH3-CH2-CH2-CH2OH) spadajo med nasičene enovalentne alkohole, katere pridobivamo iz glukoze s pomočjo vrenja, ki ga povzroča bakterija bacillus butylicus. Pri tem vrenju se sprošča še CO^- in H^-. Dobimo ga lahko tudi iz acetilena. 
1-butanol je v vrsti alifatskih alkoholov prvi, ki se z vodo ne meša. Služi kot pomembno topilo v laboratorijih in v tehniki (za nitrocelulozne lake). 